# 紀元前78年
紀元前78年（きげんぜん78ねん）は、ローマ暦の年である。

## 他の紀年法
- 干支 : 癸卯
- 日本
  - 崇神天皇20年
  - 皇紀583年
- 中国
  - 前漢 : 元鳳3年
- 朝鮮
  - 檀紀2256年
- 仏滅紀元 : 467年
- ユダヤ暦 : 3683年 - 3684年

## できごと

### ローマ
- 執政官マルクス・アエミリウス・レピドゥスが様々な改革を行い、追放されていた市民を復帰させた。その後、ローマに民主制のルールを再導入することを試みた。
- フォロ・ロマーノにタブラリウムが建設された。
- 前執政官プブリウス・セルウィリウス・ウァティアがキリキアで海賊を退治した。

## 誕生
- 京房：前漢の数学者、音楽理論家（紀元前37年没）

## 死去
- ルキウス・コルネリウス・スッラ：独裁官（紀元前138年生）